# Moral de Sayago (kommun)
Moral de Sayago är en kommun i Spanien.   Den ligger i provinsen Provincia de Zamora och regionen Kastilien och Leon, i den centrala delen av landet, 230 km nordväst om huvudstaden Madrid. Antalet invånare är 304.